# Trofeo Uralita
El Trofeo Uralita fue un Torneo amistoso de fútbol disputado, anualmente, en la localidad de Getafe, en la Provincia de Madrid (España), que se mantuvo durante quince ediciones entre los años 1969 y 1983.
El Torneo era jugado por un equipo de la ciudad de Getafe, el antiguo A. D. Uralita, que pertenecía a la empresa de Uralita que estaba radicada en dicha ciudad.
(*) La última participación fue como Getafe C. F.

## Ediciones[1]
| Edición | Año  | Campeón                    | Resultado | Subcampeón             |
| ------- | ---- | -------------------------- | --------- | ---------------------- |
| I       | 1969 | A. D. Uralita              | 3-2       | Club Banesto           |
| II      | 1970 | Rayo Vallecano Aficionados | 2-0       | Club Getafe Deportivo  |
| III     | 1971 | A. D. Uralita              | 1-0       | A. D. Plus Ultra       |
| IV      | 1972 | Club Getafe Deportivo      | 2-0       | A. D. Uralita          |
| V       | 1973 | Club Getafe Deportivo      | 1-1*      | C. D. Colonia Moscardó |
| VI      | 1974 | Club Getafe Deportivo      | 2-0       | A. D. Uralita          |
| VII     | 1975 | Rayo Vallecano             | 2-1       | A. D. Uralita          |
| VIII    | 1976 | Club Getafe Deportivo      | 3-1       | C. D. Leganés          |
| IX      | 1977 | C. D. Leganés              | 1-1*      | A. D. Alcorcón         |
| X       | 1978 | A. D. Uralita              | 4-3       | Club Getafe Deportivo  |
| XI      | 1979 | Club Getafe Deportivo      | 2-0       | Club Atlético de Pinto |
| XII     | 1980 | Club Getafe Deportivo      | 5-4       | Club Atlético de Pinto |
| XIII    | 1981 | C. D. Pegaso               | 0-0*      | Club Atlético de Pinto |
| XIV     | 1982 | Club Getafe Deportivo      | 2-2*      | Club Atlético de Pinto |
| XV      | 1983 | A. D. Alcorcón             | 4-3       | R. C. D. Carabanchel   |

(*) Resuelto en la tanda de penal.

## Palmarés
| Equipo                                       | Trofeos | Ediciones                                 | Subcampeonatos | Ediciones               |
| -------------------------------------------- | ------- | ----------------------------------------- | -------------- | ----------------------- |
| Club Getafe Deportivo                        | 7       | 1972, 1973, 1974, 1976, 1979, 1980 y 1982 | 2              | 1970 y 1978             |
| A. D. Uralita                                | 3       | 1969, 1971 y 1978                         | 3              | 1972, 1974 y 1975       |
| Rayo Vallecano / Rayo Vallecano Aficionados* | 2       | 1970 y 1975                               | -              | -                       |
| C. D. Leganés                                | 1       | 1977                                      | 1              | 1976                    |
| C. D. Pegaso                                 | 1       | 1981                                      | -              |                         |
| A. D. Alcorcón                               | 1       | 1983                                      | 1              | 1977                    |
| Club Atlético de Pinto                       | -       |                                           | 4              | 1979, 1980, 1981 y 1982 |
| Club Banesto                                 | -       |                                           | 1              | 1969                    |
| A. D. Plus Ultra                             | -       |                                           | 1              | 1971                    |
| C. D. Colonia Moscardó                       | -       |                                           | 1              | 1973                    |
| R. C. D. Carabanchel                         | -       |                                           | 1              | 1983                    |

(*) Al ser el Rayo Vallecano y el Rayo Vallecano Aficionados, actual Rayo Vallecano "B", la misma sede social, se les ha sumado los trofeos conseguido por ambos.